# Filip Ospalý
Filip Ospalý (* 15. května 1976, Ústí nad Labem) je český vrcholový sportovec, triatlonista.

## Sportovní kariéra
Triatlonu se věnuje od roku 1992. Startoval na třech olympijských hrách (Sydney 2000, Athény 2004, Peking 2008). K jeho největším úspěchům patří zisk titulu mistra Evropy v triatlonu (2001, Karlovy Vary, ČR), duatlonu (2006, Rimini, Itálie) a středním triatlonu (2015, Rimini, Itálie). Dále pak 2. místo na Ironman 70.3 World Championships (2010, Clearwater, USA), 2. místo na Mistrovství Evropy v olympijském triatlonu (2002, Győr, HUN, 2003, Karlovy Vary, ČR), 2. místo na Ironman 70.3 European Championships (2011, Wiesbaden, GER).
Za svou kariéru vyhrál tři závody světového poháru, sedm závodů série Ironman 70.3, tři závody série Ironman 5150 a tři závody série Challenge Family. Je držitelem traťových rekordů na závodech Ironman 70.3 Austria (St. Pölten), Ironman 70.3 Norway (Haugesund) a St. Anthony’s Triathlon (St. Petersburg, USA).
Je desetinásobným mistrem ČR v olympijském triatlonu. Při svém prvním startu na dlouhém triatlonu – Ironman Florida 2013 obsadil 3. místo a časem 7:58:44 se zařadil mezi necelou dvacítku atletů světa, kteří zvládli trať 3,8 km plavání, 180 km cyklistiky a 42,2 km běhu pod 8 hodin. Jeho nejúspěšnějším rokem byl rok 2010 (mj. vítěz americké série Race To The Toyota Cup, 2. místo Ironman 70.3 World Championship, 1. místo Ironman 70.3 St.Polten, 1. místo Supersprint Grand Prix Oceanside), kdy byl nominován mezi tři nejlepší triatlonisty světa.
V roce 2023 zvítězil na WineRun a stal se držitelem traťového rekordu s časem 21:30,9
Svou profesionální kariéru ukončil v roce 2017 po 25 letech činných v triatlonu. I po skončení kariéry zůstává aktivní ve světě triatlonu – je členem Rady České triatlonové asociace, věnuje se koučování triatlonistů, pořádá přednášky a je čestným předsedou triatlonového oddílu Here To Win.

## Osobní život
Filip Ospalý bydlí v Jihomoravském kraji, v okrese Brno-venkov, v obci Lelekovice (od roku 2006). Je ženatý (manželka Olga) a má dvě děti (dvojčata Adama a Alici, * 2008). Vystudoval Ekonomicko-správní fakultu Masarykovy university v Brně. V současné době pracuje pro brněnskou firmu Vienna Point, a.s.